# Metriopelia melanoptera
Metriopelia melanoptera е вид птица от семейство Гълъбови (Columbidae).

## Разпространение
Видът е разпространен в Аржентина, Боливия, Еквадор, Колумбия, Перу и Чили.